# Batallón de Voluntarios Universitarios de la Real Universidad de Toledo
El Batallón de Voluntarios Universitarios de la Real Universidad de Toledo fue una unidad militar creada a iniciativa de un conjunto de profesores de dicha universidad en agosto de 1808 tras el levantamiento del dos de mayo en Madrid contra la invasión napoleónica.

## Historia
Después de la constitución de la Junta Suprema Central en Aranjuez en septiembre e iniciada la guerra de la independencia, la Universidad de Toledo se dirigió a la Junta Provincial ofreciendo sus servicios para crear un batallón, sin recibir respuesta. El 14 de agosto, se estudió la propuesta de varios profesores, y el día 17 se aprobó el Plan del Cuerpo de Voluntarios de Honor de la Real Universidad de Toledo. La propuesta fue sometida directamente a la Junta Central Suprema que la aprobó de inmediato, con indicación de los fondos que la Universidad estaba dispuesta a aportar, junto con el Cabildo, para el sostén de la unidad.
Se fijó un número de seiscientos hombres distribuidos en cuatro compañías, en las que el mando militar castrense fijaría los oficiales y suboficiales. Al batallón podían acceder cuantos alumnos y profesores quisieran voluntariamente. Los alumnos gozarían de beneficios académicos que incluían aprobados el tiempo que debieran destinar a la Milicia Nacional junto al Batallón. Igualmente se estableció el vestuario, uniformidad y horario de entrenamiento. La unidad quedó confiada al teniente coronel Bartolomé Obeso, que representaba a la Junta Central.
Los acontecimientos de la guerra obligaron a la Junta Central a trasladarse al sur, camino de Sevilla. Después de pernoctar en Toledo el 1 de diciembre, el batallón de voluntarios fue designado como escolta hasta llegar a destino, cosa que ocurrió el 17 de diciembre. La unidad permaneció en la zona, combatiendo en los alrededores a lo largo de 1809. Además de nutrir de oficiales a diversas unidades combatientes, fue el embrión de la Academia Militar de Sevilla. Entre sus miembros más destacados se encontró el que más tarde sería Regente de España durante la minoría de edad de Isabel II y líder del Partido Progresista, Baldomero Espartero.